# Socialistas por Tenerife
Socialistas por Tenerife (SxTf) es un partido político español fundado el 26 de febrero de 2011, formado por antiguos militantes del PSC-PSOE descontentos con las políticas de este. La fundación de la organización recibió el apoyo de Izquierda Unida y Los Verdes.
Su primer congreso se celebró el 16 de septiembre de 2011 y en él se acordó buscar la unidad con Izquierda Unida y Los Verdes para concurrir a las elecciones generales de 2011, aunque finalmente lo hizo junto con Equo y Alternativa Sí se puede.
En las elecciones al Parlamento Europeo de 2014 se presentó junto a Equo, Coalició Compromís, Chunta Aragonesista y otros cinco partidos dentro de la coalición Primavera Europea.
Su II congreso se celebró el 8 de noviembre de 2014 siendo proclamado como Secretario General Gregorio Negrín. En el encuentro, abierto a los ciudadanos, se decidió además la renovación parcial de la ejecutiva.
De cara las elecciones municipales y autonómicas de 2015 se presenta junto a Construyendo la Izquierda-Alternativa Socialista, Demos+ y Los Verdes en la coalición SxTf-Los Verdes.